# April Grace
April Grace (* 12. Mai 1962 in Lakeland, Florida) ist eine US-amerikanische Schauspielerin.

## Biografie
Grace debütierte in einer Folge der Fernsehserie China Beach aus dem Jahr 1990. In den Jahren 1990 bis 1992 spielte sie in der Fernsehserie Raumschiff Enterprise: Das nächste Jahrhundert die Rolle der Technikerin Hubbell. In der Komödie Angie (1994) trat sie an der Seite von Geena Davis auf, im Thriller Safe (1995) spielte sie neben Julianne Moore. In der Komödie Leben und lieben in L.A. (1998) spielte sie neben Angelina Jolie, Dennis Quaid, Gena Rowlands, Sean Connery und Gillian Anderson eine der größeren Rollen. Im Filmdrama Waterproof (1999) übernahm sie neben Burt Reynolds eine der Hauptrollen.
Im Magnolia (1999) spielte Grace an der Seite von Julianne Moore, Tom Cruise, Jason Robards und Alfred Molina. Für diese Rolle gewann sie im Jahr 2000 als Mitglied des Schauspielerensembles den Florida Film Critics Circle Award und wurde für den Screen Actors Guild Award nominiert. In den Jahren 2003 bis 2004 spielte sie in der Fernsehserie Die himmlische Joan die Rolle der Polizistin Toni Williams. Im Thriller Attentat auf Richard Nixon (2004) mit Sean Penn und Naomi Watts spielte sie die Rolle von Mae Simmons. Seither war sie vor allem mit Auftritten in verschiedenen Fernsehserien zu sehen.

## Filmografie (Auswahl)
- 1990–1992: Raumschiff Enterprise: Das nächste Jahrhundert (Star Trek: The Next Generation, Fernsehserie, fünf Folgen)
- 1993: Star Trek: Deep Space Nine (Folge 1x01/02 Der Abgesandte)
- 1993–1997: New York Cops – NYPD Blue (NYPD Blue, Fernsehserie, zwei Folgen)
- 1994: Angie
- 1995: Safe
- 1995: Ans Messer geliefert (Headless Body in Topless Bar)
- 1995: Akte X – Die unheimlichen Fälle des FBI (Fernsehserie, Folge 3x05)
- 1996: Tote schweigen nicht (Voice from the Grave, Fernsehfilm)
- 1996–1997: Chicago Hope – Endstation Hoffnung (Chicago Hope, vier Folgen)
- 1997: Verhängnisvolle Erbschaft (The Beneficiary, Fernsehfilm)
- 1997: Bean – Der ultimative Katastrophenfilm (Bean)
- 1998: Im Zwielicht (Twilight)
- 1998: Leben und lieben in L.A. (Playing by Heart)
- 1998: Chicago Cab
- 1999: Im Mond des Jägers (The Hunter’s Moon)
- 1999: Magnolia
- 2000: Waterproof
- 2000: Forrester – Gefunden! (Finding Forrester)
- 2000: Boston Public (Fernsehserie, zwei Folgen)
- 2001: A.I. – Künstliche Intelligenz (Artificial Intelligence: AI)
- 2001: The Beast (Fernsehserie, sechs Folgen)
- 2003: O.C., California (Fernsehserie, Folge 1x08 The Rescue)
- 2003–2004: Die himmlische Joan (Joan of Arcadia, Fernsehserie, 15 Folgen)
- 2004: Attentat auf Richard Nixon (The Assassination of Richard Nixon)
- 2004: Karen Sisco (Fernsehserie, Folge 1x10 He Was a Friend of Mine)
- 2005: Crossing Jordan – Pathologin mit Profil (Crossing Jordan, Fernsehserie, Folge 3x12 Dead in the Water)
- 2005: Cold Case – Kein Opfer ist je vergessen (Cold Case, Fernsehserie, Folge 3x06 Saving Patrick Bubley)
- 2005: Constantine
- 2006: Im Fadenkreuz II – Achse des Bösen (Behind Enemy Lines II: Axis of Evil)
- 2006: Das verschwundene Zimmer (The Lost Room, Miniserie, drei Folgen)
- 2006–2007: Lost (Fernsehserie, drei Folgen)
- 2007: I Am Legend
- 2007: Forecast (Kurzfilm)
- 2008: American Son
- 2008: Boston Legal (Fernsehserie, Folge 3x21 Tea and Sympathy)
- 2008–2009: Ghost Whisperer – Stimmen aus dem Jenseits (Ghost Whisperer, Fernsehserie, zwei Folgen)
- 2009: Fringe – Grenzfälle des FBI (Fringe, Fernsehserie, Folge 1x17 Bad Dreams)
- 2010: Lie to Me (Fernsehserie, Folge 2x08 Secret Santa)
- 2010: Miami Medical (Fernsehserie, Folge 1x13 Medicine Man)
- 2011: Slip Away (Kurzfilm)
- 2013: Stirb langsam – Ein guter Tag zum Sterben (A Good Day to Die Hard)
- 2014: Sons of Anarchy (Fernsehserie, fünf Folgen)
- 2015: Shelter (Kurzfilm)
- 2016: Zoo (Fernsehserie, drei Folgen)
- 2016: Berlin Station (Fernsehserie, drei Folgen)
- 2019: Don’t Let Go
- 2019: Joker
- 2019: Miss Virginia
- 2020: Criminal Minds (Fernsehserie, Folge 15x04 P.I. Charlie Shannon vs Amy Harlow 2003)
- 2020: The 11th Green
- 2020: Land of Dry Bones (Kurzfilm)
- 2020: Interrogation (Fernsehserie, Folge 1x09 Saturday)
- 2021: Voyagers
- 2022: Star Trek: Picard (Fernsehserie, 1 Folge)